# 前611年
| 千纪： | 前1千纪 |
| 世纪： | 前8世纪 \| 前7世纪 \| 前6世纪 |
| 年代： | 前640年代 \| 前630年代 \| 前620年代 \| 前610年代 \| 前600年代 \| 前590年代 \| 前580年代                                                                               |
| 年份： | 前616年 \| 前615年 \| 前614年 \| 前613年 \| 前612年 \| 前611年 \| 前610年 \| 前609年 \| 前608年 \| 前607年 \| 前606年                                                 |
| 纪年： | 周匡王二年 魯文公十六年 齊懿公二年 晉靈公十年 秦康公十年 宋昭公九年 楚庄王三年 衛成公二十四年 陈灵公三年 蔡文侯元年 曹文公七年 郑穆公十七年 燕桓公七年 杞桓公二十六年 |

## 大事記
- 正月，魯國與齊國議和。魯文公生病，派季文子和齊懿公在陽穀會見，齊懿公堅持等魯文公康復。
- 楚國大臣伍舉以隱言進諫楚莊王，即一鳴驚人典故來源。
- 楚國先後伐庸、麇、宋、舒、陳、鄭等國，均取得勝利。

## 逝世
- 盪意諸